# Cyril Mackworth-Praed
Cyril Winthrop Mackworth-Praed (Mickleham, Regne Unit 1891 - Ringwood 1974) fou un tirador olímpic anglès, guanyador de tres medalles olímpiques.

## Biografia
Va néixer el 21 de setembre de 1891 a la ciutat de Mickleham, població situada al comtat de Surrey. Va morir el 30 de juny de 1974 a la ciutat de Ringwood, població situada al comtat de Hampshire.

## Carrera esportiva
Va participar, als 32 anys, en els Jocs Olímpics d'Estiu de 1924 realitzats a París (França), on va aconseguir guanyar la medalla d'or en la prova de tir al cérvol (tret doble per equips) i la medalla de plata en les proves de tir al cérvol (tret simple) i tir al cérvol (tret doble), a més de finalitzar quart en la prova de tir al cérvol (tret simple per equips) i vuitè en la prova de fossa olímpica (per equips).
Als 60 anys participà en els Jocs Olímpics d'Estiu de 1952 realitzats a Hèlsinki (Finlàndia), on finatlitzà onzè en la prova de tir al cérvol.

## Zoologia
Destacat zoòleg, com a membre de la Royal Geographical Society i de la Royal Zoological Society realitzà expedicions a l'Àfrica, fent important descobriments relacionats amb l'ornitologia, destacant el descobriment del Gafarró de front groc i de l'espècie Scepomycter.